# Mistrzostwa Belgii w piłce nożnej mężczyzn
Mistrzostwa Belgii w piłce nożnej (fr. Championnat de Belgique de football, niderl. België landskampioenschap voetbal) – rozgrywki piłkarskie, prowadzone cyklicznie – corocznie lub co sezonowo (na przełomie dwóch lat kalendarzowych) – mające na celu wyłonienie najlepszej męskiej drużyny w Belgii.

## Historia
Mistrzostwa Belgii w piłce nożnej rozgrywane są od 1895 roku. Obecnie rozgrywki odbywają się w wielopoziomowych ligach: Division 1A, Division 1B, Division 1 Amateur, Division 2 Amateur oraz niższych klasach.
W 1880 roku w Antwerpii powstał pierwszy belgijski klub piłkarski Antwerp Athletic Club, potem następne. Po założeniu belgijskiej federacji piłkarskiej – KBVB w 1895 roku, rozpoczął się proces zorganizowania pierwszych oficjalnych Mistrzostw Belgii w sezonie 1895/96. W sezonach 1898/1899 i 1899/1900 rozgrywki odbywały się w dwóch grupach Division 1, a zwycięzcy w dwumeczu walczyli o tytuł mistrza kraju.
W sezonie 1900/01 po raz pierwszy wystartowały rozgrywki w Division d’Honneur (bez podziału na grup). W sezonie 1952/53 liga zmieniła nazwę na Division 1.
Rozgrywki zawodowej Pro League zainaugurowano w sezonie 2008/09. Przed rozpoczęciem sezonu 2016/17 liga zmieniła nazwę na Division 1A.

## Mistrzowie i pozostali medaliści
| Sezon     | K | K | T  | Mistrz                      | Wicemistrz                  | III miejsce                           | Br. | Król strzelców                                                        | Uwagi                                  |
| 1895/96   |   |   | 1  | FC Liégeois                 | Antwerp FC                  | Sporting de Bruxelles                 | ?   | Samuel C. Hickson (FC Liégeois)                                       | 7 klubów                               |
| 1896/97   |   |   | 1  | Racing de Bruxelles         | FC Liégeois                 | R Antwerp FC                          | ?   | Samuel C. Hickson (FC Liégeois)                                       | 6 klubów                               |
| 1897/98   |   |   | 2  | FC Liégeois                 | Racing de Bruxelles         | Léopold Club                          | ?   | Franz König (Racing de Bruxelles)                                     | 5 klubów                               |
| 1898/99   |   |   | 3  | FC Liégeois                 | FC Brugeois                 | Racing de Bruxelles, Oostendensche FC | ?   | Franz König (Racing de Bruxelles)                                     | 9 klubów, 2 gr.                        |
| 1899/00   |   |   | 2  | Racing de Bruxelles         | FC Brugeois                 | R Antwerp FC, CS Brugeois             | ?   | Charles Atkinson (Racing de Bruxelles)                                | 10 klubów, 2 gr.                       |
| 1900/01   |   |   | 3  | Racing de Bruxelles         | Beerschot Antwerpia         | Léopold Club                          | 26  | Herbert Potts (Beerschot AC)                                          | 9 klubów                               |
| 1901/02   |   |   | 4  | Racing de Bruxelles         | Léopold Club                | Royale Union Saint-Gilloise           | 16  | Herbert Potts (Beerschot AC)                                          | 11 klubów, 2 gr.+finał                 |
| 1902/03   |   |   | 5  | Racing de Bruxelles         | Royale Union Saint-Gilloise | Beerschot Antwerpia                   |     | Gustave Vanderstappen (R Union Saint-Gilloise)                        | 10 klubów, 2 gr.+finał                 |
| 1903/04   |   |   | 1  | Royale Union Saint-Gilloise | Racing de Bruxelles         | FC Brugeois                           | 30  | Gustave Vanderstappen (R Union Saint-Gilloise)                        | 12 klubów, 2 gr.+finał                 |
| 1904/05   |   |   | 2  | Royale Union Saint-Gilloise | Racing de Bruxelles         | FC Brugeois                           |     | Robert De Veen (FC Brugeois)                                          | 11 klubów                              |
| 1905/06   |   |   | 3  | Royale Union Saint-Gilloise | FC Brugeois                 | Racing de Bruxelles                   | 26  | Robert De Veen (FC Brugeois)                                          | 10 klubów                              |
| 1906/07   |   |   | 4  | Royale Union Saint-Gilloise | Racing de Bruxelles         | FC Brugeois                           | 29  | Maurice Vertongen (Racing de Bruxelles)                               | 10 klubów                              |
| 1907/08   |   |   | 6  | Racing de Bruxelles         | Royale Union Saint-Gilloise | FC Brugeois                           | 23  | Maurice Vertongen (Racing de Bruxelles)                               | 10 klubów                              |
| 1908/09   |   |   | 5  | Royale Union Saint-Gilloise | Daring de Bruxelles         | FC Brugeois                           | 30  | Wahram Keworkian (Beerschot AC)                                       | 10 klubów                              |
| 1909/10   |   |   | 6  | Royale Union Saint-Gilloise | FC Brugeois                 | CS Brugeois                           | 36  | Maurice Vertongen (R Union Saint-Gilloise)                            | 12 klubów                              |
| 1910/11   |   |   | 1  | CS Brugeois                 | FC Brugeois                 | Daring de Bruxelles                   | 40  | Alphonse Six (CS Brugeois)                                            | 12 klubów                              |
| 1911/12   |   |   | 1  | Daring de Bruxelles         | Royale Union Saint-Gilloise | Racing de Bruxelles                   | 25  | Maurice Bunyan (Racing de Bruxelles)                                  | 12 klubów                              |
| 1912/13   |   |   | 7  | Royale Union Saint-Gilloise | Daring de Bruxelles         | Racing de Bruxelles                   | 31  | Sylva Brébart (Daring de Bruxelles)                                   | 12 klubów                              |
| 1913/14   |   |   | 2  | Daring de Bruxelles         | Royale Union Saint-Gilloise | CS Brugeois                           | 28  | Maurice Bunyan (Racing de Bruxelles)                                  | 12 klubów                              |
| 1915–1919 |   |   |    |                             |                             |                                       |     |                                                                       | zawieszone z powodu I wojny światowej  |
| 1919/20   |   |   | 1  | FC Brugeois                 | Royale Union Saint-Gilloise | Daring de Bruxelles                   | 26  | Honoré Vlamynck (Daring de Bruxelles)                                 | 12 klubów                              |
| 1920/21   |   |   | 3  | Daring de Bruxelles SR      | Royale Union Saint-Gilloise | Beerschot Antwerpia                   | 23  | Ivan Thys (Beerschot AC)                                              | 12 klubów                              |
| 1921/22   |   |   | 1  | Beerschot Antwerpia         | Royale Union Saint-Gilloise | R Antwerp FC                          | 21  | Ivan Thys (Beerschot AC)                                              | 14 klubów                              |
| 1922/23   |   |   | 8  | Royale Union Saint-Gilloise | Beerschot Antwerpia         | CS Brugeois                           | 24  | Achille Meyskens (R Union Saint-Gilloise)                             | 14 klubów                              |
| 1923/24   |   |   | 2  | Beerschot Antwerpia         | Royale Union Saint-Gilloise | CS Brugeois                           | 18  | Charles Jooris (Racing de Bruxelles)                                  | 14 klubów                              |
| 1924/25   |   |   | 3  | Beerschot Antwerpia         | R Antwerp FC                | Royale Union Saint-Gilloise           | 20  | Joseph Taeymans (Berchem Sport)                                       | 14 klubów                              |
| 1925/26   |   |   | 4  | Beerschot Antwerpia         | Standard Liège              | Daring de Bruxelles SR                | 28  | Laurent Grimmonprez (RC de Gand)                                      | 14 klubów                              |
| 1926/27   |   |   | 2  | RCS Brugeois                | Beerschot Antwerpia         | Standard Liège                        | 28  | Lucien Fabry (Standard Liège)                                         | 14 klubów                              |
| 1927/28   |   |   | 5  | Beerschot Antwerpia         | Standard Liège              | RCS Brugeois                          | 35  | Raymond Braine (Beerschot AC)                                         | 14 klubów                              |
| 1928/29   |   |   | 1  | R Antwerp FC                | Beerschot Antwerpia         | RC de Malines                         | 30  | Raymond Braine (Beerschot AC)                                         | 14 klubów                              |
| 1929/30   |   |   | 3  | RCS Brugeois                | R Antwerp FC                | RC de Malines                         | 26  | Pierre De Vidts (Daring de Bruxelles)                                 | 14 klubów                              |
| 1930/31   |   |   | 2  | R Antwerp FC                | RFC Malinois                | K Berchem Sport                       | 21  | Jacques Secretin (FC Montegnée), Joseph Van Beeck (Antwerp FC)        | 14 klubów                              |
| 1931/32   |   |   | 1  | K Liersche SK               | R Antwerp FC                | Royale Union Saint-Gilloise           | 26  | Bernard Delmez (Lierse SK)                                            | 14 klubów                              |
| 1932/33   |   |   | 9  | Royale Union Saint-Gilloise | R Antwerp FC                | RCS Brugeois                          | 26  | Willy Ulens (Antwerp FC)                                              | 14 klubów                              |
| 1933/34   |   |   | 10 | Royale Union Saint-Gilloise | Daring de Bruxelles SR      | Standard Liège                        | 29  | Vital Van Landeghem (Union Saint-Gilloise SR)                         | 14 klubów                              |
| 1934/35   |   |   | 11 | Royale Union Saint-Gilloise | K Liersche SK               | Daring de Bruxelles SR                | 28  | Marius Mondelé (Daring de Bruxelles)                                  | 14 klubów                              |
| 1935/36   |   |   | 4  | Daring de Bruxelles SR      | R Standard CL               | Royale Union Saint-Gilloise           | 37  | Flor Lambrechts (Antwerp FC)                                          | 14 klubów                              |
| 1936/37   |   |   | 5  | Daring de Bruxelles SR      | Beerschot Antwerpia         | Royale Union Saint-Gilloise           | 22  | Jean Collet (White Star WAC)                                          | 14 klubów                              |
| 1937/38   |   |   | 6  | Beerschot Antwerpia         | Daring de Bruxelles SR      | Royale Union Saint-Gilloise           | 32  | Marius Mondelé (Daring de Bruxelles)                                  | 14 klubów                              |
| 1938/39   |   |   | 7  | Beerschot Antwerpia         | K Liersche SK               | ROC de Charleroi                      | 31  | Jozef Wagner (Antwerp FC)                                             | 14 klubów                              |
| 1939–1941 |   |   |    |                             |                             |                                       |     |                                                                       | zawieszone z powodu II wojny światowej |
| 1941/42   |   |   | 2  | Lierse SK                   | Beerschot Antwerpia         | Royal Antwerp                         | 34  | Albert De Cleyn (RFC Malinois)                                        | 14 klubów                              |
| 1942/43   |   |   | 1  | KV Mechelen                 | Beerschot Antwerpia         | Lierse SK                             | 41  | Jules Van Craen (Lierse SK), Arthur Ceuleers (Beerschot AC)           | 14 klubów                              |
| 1943/44   |   |   | 3  | Royal Antwerp               | RSC Anderlechtois           | Beerschot Antwerpia                   | 34  | Jan Goossens (ROC de Charleroi)                                       | 14 klubów                              |
| 1944–1945 |   |   |    |                             |                             |                                       |     |                                                                       | zawieszone z powodu II wojny światowej |
| 1945/46   |   |   | 2  | KV Mechelen                 | Royal Antwerp               | RSC Anderlechtois                     | 40  | Albert De Cleyn (RFC Malinois)                                        | 19 klubów                              |
| 1946/47   |   |   | 1  | RSC Anderlechtois           | ROC de Charleroi            | KV Mechelen                           | 39  | Jef Mermans (RSC Anderlechtois)                                       | 19 klubów                              |
| 1947/48   |   |   | 3  | KV Mechelen                 | RSC Anderlechtois           | RFC Liège                             | 23  | Jef Mermans (RSC Anderlechtois)                                       | 16 klubów                              |
| 1948/49   |   |   | 2  | RSC Anderlechtois           | Berchem Sport               | Standard Liège                        | 26  | René Thirifays (RSC Charleroi)                                        | 16 klubów                              |
| 1949/50   |   |   | 3  | RSC Anderlechtois           | Berchem Sport               | KRC Mechelen                          | 37  | Jef Mermans (RSC Anderlechtois)                                       | 16 klubów                              |
| 1950/51   |   |   | 4  | RSC Anderlechtois           | Berchem Sport               | KRC Mechelen                          | 27  | Albert De Hert (Berchem Sport)                                        | 16 klubów                              |
| 1951/52   |   |   | 4  | RFC Liège                   | KRC Mechelen                | Royal Antwerp                         | 25  | Jozef Mannaerts (RFC Malinois)                                        | 16 klubów                              |
| 1952/53   |   |   | 5  | RFC Liège                   | RSC Anderlechtois           | Beerschot Antwerpia                   | 35  | Rik Coppens (Beerschot AC)                                            | 16 klubów                              |
| 1953/54   |   |   | 5  | RSC Anderlechtois           | KV Mechelen                 | ARA La Gantoise                       | 29  | Hippolyte Van Den Bosch (RSC Anderlechtois)                           | 16 klubów                              |
| 1954/55   |   |   | 6  | RSC Anderlechtois           | ARA La Gantoise             | Standard Liège                        | 36  | Rik Coppens (Beerschot AC)                                            | 16 klubów                              |
| 1955/56   |   |   | 7  | RSC Anderlechtois           | Royal Antwerp               | Royale Union Saint-Gilloise           | 26  | Jean Mathonet (R Standard CL)                                         | 16 klubów                              |
| 1956/57   |   |   | 4  | Royal Antwerp               | RSC Anderlechtois           | ARA La Gantoise                       | 35  | Maurice Willems (ARA La Gantoise)                                     | 16 klubów                              |
| 1957/58   |   |   | 1  | Standard Liège              | Royal Antwerp               | ARA La Gantoise                       | 25  | Jef Vliers (Beerschot AC), Jef Van Gool (Antwerp FC)                  | 16 klubów                              |
| 1958/59   |   |   | 8  | RSC Anderlechtois           | RFC Liège                   | Standard Liège                        | 26  | Victor Wégria (RFC Liégeois)                                          | 16 klubów                              |
| 1959/60   |   |   | 3  | Lierse SK                   | RSC Anderlechtois           | K Waterschei SV Thor                  | 21  | Victor Wégria (RFC Liégeois)                                          | 16 klubów                              |
| 1960/61   |   |   | 2  | Standard Liège              | RFC Liège                   | RSC Anderlechtois                     | 23  | Victor Wégria (RFC Liégeois)                                          | 16 klubów                              |
| 1961/62   |   |   | 9  | RSC Anderlechtois           | Standard Liège              | Royal Antwerp                         | 29  | Jacky Stockman (RSC Anderlechtois)                                    | 16 klubów                              |
| 1962/63   |   |   | 3  | Standard Liège              | Royal Antwerp               | RSC Anderlechtois                     | 24  | Victor Wégria (RFC Liégeois)                                          | 16 klubów                              |
| 1963/64   |   |   | 10 | RSC Anderlechtois           | Beringen FC                 | Standard Liège                        | 26  | Paul Van Himst (RSC Anderlechtois)                                    | 16 klubów                              |
| 1964/65   |   |   | 11 | RSC Anderlechtois           | Standard Liège              | Beerschot Antwerpia                   | 25  | Jean-Paul Colonval (Tilleur FC)                                       | 16 klubów                              |
| 1965/66   |   |   | 12 | RSC Anderlechtois           | Sint-Truidense VV           | Standard Liège                        | 25  | Paul Van Himst (RSC Anderlechtois)                                    | 16 klubów                              |
| 1966/67   |   |   | 13 | RSC Anderlechtois           | RFC Brugeois                | RFC Liège                             | 20  | Jan Mulder (RSC Anderlechtois)                                        | 16 klubów                              |
| 1967/68   |   |   | 14 | RSC Anderlechtois           | RFC Brugeois                | Standard Liège                        | 20  | Paul Van Himst (RSC Anderlechtois), Roger Claessen (R Standard CL)    | 16 klubów                              |
| 1968/69   |   |   | 4  | Standard Liège              | Royal Charleroi             | Lierse SK                             | 20  | Antal Nagy (R Standard CL)                                            | 16 klubów                              |
| 1969/70   |   |   | 5  | Standard Liège              | RFC Brugeois                | ARA La Gantoise                       | 29  | Lothar Emmerich (Beerschot AC)                                        | 16 klubów                              |
| 1970/71   |   |   | 6  | Standard Liège              | RFC Brugeois                | RSC Anderlechtois                     | 26  | Erwin Kostedde (R Standard CL)                                        | 16 klubów                              |
| 1971/72   |   |   | 15 | RSC Anderlechtois           | RFC Brugeois                | Standard Liège                        | 17  | Raoul Lambert (Club Brugge KV)                                        | 16 klubów                              |
| 1972/73   |   |   | 2  | Club Brugge                 | Standard Liège              | RWD Molenbeek Bruksela                | 16  | Rob Rensenbrink (RSC Anderlechtois), Alfred Riedl (Sint-Truidense VV) | 16 klubów                              |
| 1973/74   |   |   | 16 | RSC Anderlechtois           | Royal Antwerp               | RWD Molenbeek Bruksela                | 22  | Attila Ladynski (RSC Anderlechtois)                                   | 16 klubów                              |
| 1974/75   |   |   | 1  | RWD Molenbeek Bruksela      | Royal Antwerp               | RSC Anderlechtois                     | 28  | Alfred Riedl (Antwerp FC)                                             | 20 klubów                              |
| 1975/76   |   |   | 3  | Club Brugge                 | RSC Anderlechtois           | RWD Molenbeek Bruksela                | 26  | Hans Posthumus (Lierse SK)                                            | 19 klubów                              |
| 1976/77   |   |   | 4  | Club Brugge                 | RSC Anderlechtois           | Standard Liège                        | 21  | François Van Der Elst (RSC Anderlechtois)                             | 18 klubów                              |
| 1977/78   |   |   | 5  | Club Brugge                 | RSC Anderlechtois           | Standard Liège                        | 22  | Harald Nickel (R Standard CL)                                         | 18 klubów                              |
| 1978/79   |   |   | 1  | KSK Beveren                 | RSC Anderlechtois           | Standard Liège                        | 28  | Erwin Albert (KSK Beveren)                                            | 18 klubów                              |
| 1979/80   |   |   | 6  | Club Brugge                 | Standard Liège              | RWD Molenbeek Bruksela                | 39  | Erwin Vandenbergh (Lierse SK)                                         | 18 klubów                              |
| 1980/81   |   |   | 17 | RSC Anderlecht              | KSC Lokeren                 | Standard Liège                        | 24  | Erwin Vandenbergh (Lierse SK)                                         | 18 klubów                              |
| 1981/82   |   |   | 7  | Standard Liège              | RSC Anderlecht              | KAA Gent                              | 25  | Erwin Vandenbergh (Lierse SK)                                         | 18 klubów                              |
| 1982/83   |   |   | 8  | Standard Liège              | RSC Anderlecht              | Royal Antwerp                         | 20  | Erwin Vandenbergh (RSC Anderlecht)                                    | 18 klubów                              |
| 1983/84   |   |   | 2  | KSK Beveren                 | RSC Anderlecht              | Club Brugge                           | 27  | Nico Claesen (RFC Sérésien)                                           | 18 klubów                              |
| 1984/85   |   |   | 18 | RSC Anderlecht              | Club Brugge                 | RFC Liège                             | 23  | Ronny Martens (KAA Gent)                                              | 18 klubów                              |
| 1985/86   |   |   | 19 | RSC Anderlecht              | Club Brugge                 | Standard Liège                        | 27  | Erwin Vandenbergh (RSC Anderlecht)                                    | 18 klubów                              |
| 1986/87   |   |   | 20 | RSC Anderlecht              | KV Mechelen                 | Club Brugge                           | 19  | Arnór Guðjohnsen (RSC Anderlecht)                                     | 18 klubów                              |
| 1987/88   |   |   | 7  | Club Brugge                 | KV Mechelen                 | Royal Antwerp                         | 24  | Francis Severeyns (Antwerp FC)                                        | 18 klubów                              |
| 1988/89   |   |   | 4  | KV Mechelen                 | RSC Anderlecht              | RFC Liège                             | 23  | Eddie Krnčević (RSC Anderlecht)                                       | 18 klubów                              |
| 1989/90   |   |   | 8  | Club Brugge                 | RSC Anderlecht              | KV Mechelen                           | 24  | Frank Farina (Club Brugge)                                            | 18 klubów                              |
| 1990/91   |   |   | 21 | RSC Anderlecht              | KV Mechelen                 | KAA Gent                              | 23  | Erwin Vandenbergh (KAA Gent)                                          | 18 klubów                              |
| 1991/92   |   |   | 9  | Club Brugge                 | RSC Anderlecht              | Standard Liège                        | 26  | Josip Weber (Cercle Brugge)                                           | 18 klubów                              |
| 1992/93   |   |   | 22 | RSC Anderlecht              | Standard Liège              | KV Mechelen                           | 31  | Josip Weber (Cercle Brugge)                                           | 18 klubów                              |
| 1993/94   |   |   | 23 | RSC Anderlecht              | Club Brugge                 | RFC Sérésien                          | 31  | Josip Weber (Cercle Brugge)                                           | 18 klubów                              |
| 1994/95   |   |   | 24 | RSC Anderlecht              | Standard Liège              | Club Brugge                           | 22  | Aurelio Vidmar (Standard Liège)                                       | 18 klubów                              |
| 1995/96   |   |   | 10 | Club Brugge                 | RSC Anderlecht              | Beerschot Antwerpia                   | 20  | Mario Stanić (Club Brugge)                                            | 18 klubów                              |
| 1996/97   |   |   | 4  | Lierse SK                   | Club Brugge                 | Excelsior Mouscron                    | 26  | Robert Špehar (Club Brugge)                                           | 18 klubów                              |
| 1997/98   |   |   | 11 | Club Brugge                 | KRC Genk                    | Beerschot Antwerpia                   | 22  | Branko Strupar (KRC Genk)                                             | 18 klubów                              |
| 1998/99   |   |   | 1  | KRC Genk                    | Club Brugge                 | RSC Anderlecht                        | 24  | Jan Koller (KSC Lokeren)                                              | 18 klubów                              |
| 1999/00   |   |   | 25 | RSC Anderlecht              | Club Brugge                 | KAA Gent                              | 30  | Ole Martin Årst (KAA Gent), Toni Brogno (KVC Westerlo)                | 18 klubów                              |
| 2000/01   |   |   | 26 | RSC Anderlecht              | Club Brugge                 | Standard Liège                        | 23  | Tomasz Radzinski (RSC Anderlecht)                                     | 18 klubów                              |
| 2001/02   |   |   | 2  | KRC Genk                    | Club Brugge                 | RSC Anderlecht                        | 30  | Wesley Sonck (KRC Genk)                                               | 18 klubów                              |
| 2002/03   |   |   | 12 | Club Brugge                 | RSC Anderlecht              | KSC Lokeren                           | 22  | Cédric Roussel (RAEC Mons) Wesley Sonck (KRC Genk)                    | 18 klubów                              |
| 2003/04   |   |   | 27 | RSC Anderlecht              | Club Brugge                 | Standard Liège                        | 28  | Luigi Pieroni (Excelsior Mouscron)                                    | 18 klubów                              |
| 2004/05   |   |   | 13 | Club Brugge                 | RSC Anderlecht              | KRC Genk                              | 18  | Nenad Jestrović (RSC Anderlecht)                                      | 18 klubów                              |
| 2005/06   |   |   | 28 | RSC Anderlecht              | Standard Liège              | Club Brugge                           | 18  | Tosin Dosunmu (Germinal Beerschot)                                    | 18 klubów                              |
| 2006/07   |   |   | 29 | RSC Anderlecht              | KRC Genk                    | Standard Liège                        | 21  | François Sterchele (Germinal Beerschot)                               | 18 klubów                              |
| 2007/08   |   |   | 9  | Standard Liège              | RSC Anderlecht              | Club Brugge                           | 18  | Joseph Akpala (RSC Charleroi)                                         | 18 klubów                              |
| 2008/09   |   |   | 10 | Standard Liège              | RSC Anderlecht              | Club Brugge                           | 18  | Jaime Ruiz (KVC Westerlo)                                             | 18 klubów                              |
| 2009/10   |   |   | 30 | RSC Anderlecht              | KAA Gent                    | Club Brugge                           | 15  | Romelu Lukaku (RSC Anderlecht)                                        | 16 klubów, 2 rundy                     |
| 2010/11   |   |   | 3  | KRC Genk                    | Standard Liège              | RSC Anderlecht                        | 22  | Ivan Perišić (Club Brugge)                                            | 16 klubów, 2 rundy                     |
| 2011/12   |   |   | 31 | RSC Anderlecht              | Club Brugge                 | KRC Genk                              | 25  | Jérémy Perbet (RAEC Mons)                                             | 16 klubów, 2 rundy                     |
| 2012/13   |   |   | 32 | RSC Anderlecht              | SV Zulte Waregem            | Club Brugge                           | 25  | Carlos Bacca (Club Brugge)                                            | 16 klubów, 2 rundy                     |
| 2013/14   |   |   | 33 | RSC Anderlecht              | Standard Liège              | Club Brugge                           | 22  | Hamdi Harbaoui (KSC Lokeren)                                          | 16 klubów, 2 rundy                     |
| 2014/15   |   |   | 1  | KAA Gent                    | Club Brugge                 | RSC Anderlecht                        | 20  | Aleksandar Mitrović (RSC Anderlecht)                                  | 16 klubów, 2 rundy                     |
| 2015/16   |   |   | 14 | Club Brugge                 | RSC Anderlecht              | KAA Gent                              | 20  | Jérémy Perbet (RSC Charleroi)                                         | 16 klubów, 2 rundy                     |
| 2016/17   |   |   | 34 | RSC Anderlecht              | Club Brugge                 | KAA Gent                              | 22  | Henry Onyekuru (KAS Eupen), Łukasz Teodorczyk (RSC Anderlecht)        | 16 klubów, 2 rundy                     |
| 2017/18   |   |   | 15 | Club Brugge                 | Standard Liège              | RSC Anderlecht                        | 22  | Hamdi Harbaoui (SV Zulte Waregem)                                     | 16 klubów, 2 rundy                     |
| 2018/19   |   |   | 4  | KRC Genk                    | Club Brugge                 | Standard Liège                        | 25  | Hamdi Harbaoui (SV Zulte Waregem)                                     | 16 klubów, 2 rundy                     |
| 2019/20   |   |   | 16 | Club Brugge                 | KAA Gent                    | Royal Charleroi                       | 18  | Jonathan David (KAA Gent) Dieumerci Mbokani (Royal Antwerp)           | 16 klubów, 2 rundy                     |
| 2020/21   |   |   | 17 | Club Brugge                 | KRC Genk                    | Royal Antwerp                         | 30  | Paul Onuachu (KRC Genk)                                               | 18 klubów, 2 rundy                     |
| 2021/22   |   |   | 18 | Club Brugge                 | Royale Union Saint-Gilloise | RSC Anderlecht                        | 26  | Deniz Undav (Royale Union)                                            | 18 klubów, 2 rundy                     |
| 2022/23   |   |   | 5  | Royal Antwerp               | KRC Genk                    | Royale Union Saint-Gilloise           | 27  | Hugo Cuypers (KAA Gent)                                               | 18 klubów, 2 rundy                     |
| 2023/24   |   |   | 19 | Club Brugge                 | Royale Union Saint-Gilloise | RSC Anderlecht                        | 27  | Kévin Denkey (Cercle Brugge)                                          | 16 klubów, 2 rundy                     |
| 2024/25   |   |   | 12 | Royale Union Saint-Gilloise | Club Brugge                 | KRC Genk                              | 21  | Tolu Arokodare (KRC Genk) Adriano Bertaccini (Sint-Truidense VV)      | 16 klubów, 2 rundy                     |

## Statystyka

### Klasyfikacja według klubów
W dotychczasowej historii Mistrzostw Belgii na podium oficjalnie stawało w sumie 32 drużyny. Liderem klasyfikacji jest RSC Anderlecht, który zdobył 34 tytuły mistrzowskie.
Stan po sezonie 2024/25.
| Lp. | Klub                        | Miejsca na podium | Miejsca na podium | Miejsca na podium | Zwycięskie sezony |    |    | |
| --- | --------------------------- | ----------------- | ----------------- | ----------------- | --- | -- | -- | --- |
| Lp. | Klub                        | 1.                | RSC Anderlecht    | 34                | Zwycięskie sezony | 21 | 12 | 1946/47, 1948/49, 1949/50, 1950/51, 1953/54, 1954/55, 1955/56, 1958/59, 1961/62, 1963/64, 1964/65, 1965/66, 1966/67, 1967/68, 1971/72, 1973/74, 1980/81, 1984/85, 1985/86, 1986/87, 1990/91, 1992/93, 1993/94, 1994/95, 1999/2000, 2000/01, 2003/04, 2005/06, 2006/07, 2009/10, 2011/12, 2012/13, 2013/14, 2016/17 |
| 2.  | Club Brugge                 | 19                | 24                | 16                | 1919/20, 1972/73, 1975/76, 1976/77, 1977/78, 1979/80, 1987/88, 1989/90, 1991/92, 1995/96, 1997/98, 2002/03, 2004/05, 2015/16, 2017/18, 2019/20, 2020/21, 2021/22, 2023/24 |    |    | |
| 3.  | Royale Union Saint-Gilloise | 12                | 10                | 8                 | 1903/04, 1904/05, 1905/06, 1906/07, 1908/09, 1909/10, 1912/13, 1922/23, 1932/33, 1933/34, 1934/35, 2024/25                                                                |    |    | |
| 4.  | Standard Liège              | 10                | 13                | 19                | 1957/58, 1960/61, 1962/63, 1968/69, 1969/70, 1970/71, 1981/82, 1982/83, 2007/08, 2008/09                                                                                  |    |    | |
| 5.  | Beerschot Antwerpia         | 7                 | 7                 | 5                 | 1921/22, 1923/24, 1924/25, 1925/26, 1927/28, 1937/38, 1938/39 |    |    | |
| 6.  | Racing de Bruxelles         | 6                 | 4                 | 4                 | 1896/97, 1899/1900, 1900/01, 1901/02, 1902/03, 1907/08 |    |    | |
| 7.  | Royal Antwerp               | 5                 | 11                | 9                 | 1928/29, 1930/31, 1943/44, 1956/57, 2022/23 |    |    | |
| 8.  | Daring de Bruxelles         | 5                 | 4                 | 4                 | 1911/12, 1913/14, 1920/21, 1935/36, 1936/37 |    |    | |
| 9.  | RFC Liège                   | 5                 | 3                 | 2                 | 1895/96, 1897/98, 1898/99, 1951/52, 1952/53 |    |    | |
| 10. | KV Mechelen                 | 4                 | 5                 | 5                 | 1942/43, 1945/46, 1947/48, 1988/89 |    |    | |
| 11. | KRC Genk                    | 4                 | 4                 | 3                 | 1998/99, 2001/02, 2010/11, 2018/19 |    |    | |
| 11. | Lierse SK                   | 4                 | 2                 | 2                 | 1931/32, 1941/42, 1959/60, 1996/97 |    |    | |
| 13. | Cercle Brugge               | 3                 | 0                 | 5                 | 1910/11, 1926/27, 1929/30 |    |    | |
| 14. | KSK Beveren                 | 2                 | 0                 | 0                 | 1978/79, 1983/84 |    |    | |
| 15. | KAA Gent                    | 1                 | 3                 | 9                 | 2014/15 |    |    | |
| 16. | RWD Molenbeek Bruksela      | 1                 | 0                 | 4                 | 1974/75 |    |    | |
| 17. | Berchem Sport               | 0                 | 3                 | 1                 | |    |    | |
| 18. | Léopold Club Bruxelles      | 0                 | 1                 | 2                 | |    |    | |
| 19. | KSC Lokeren                 | 0                 | 1                 | 1                 | |    |    | |
| 19. | ROC Charleroi               | 0                 | 1                 | 1                 | |    |    | |
| 19. | Royal Charleroi             | 0                 | 1                 | 1                 | |    |    | |
| 22. | Beringen FC                 | 0                 | 1                 | 0                 | |    |    | |
| 22. | Sint-Truidense VV           | 0                 | 1                 | 0                 | |    |    | |
| 22. | SV Zulte Waregem            | 0                 | 1                 | 0                 | |    |    | |
| 25. | RC de Malines               | 0                 | 0                 | 2                 | |    |    | |
| 25. | Germinal Ekeren             | 0                 | 0                 | 2                 | |    |    | |
| 27. | Sporting de Bruxelles       | 0                 | 0                 | 1                 | |    |    | |
| 27. | Oostendensche FC            | 0                 | 0                 | 1                 | |    |    | |
| 27. | Waterschei Thor Genk        | 0                 | 0                 | 1                 | |    |    | |
| 27. | RFC Sérésien                | 0                 | 0                 | 1                 | |    |    | |
| 27. | Excelsior Mouscron          | 0                 | 0                 | 1                 | |    |    | |
| 27. | Waterschei Thor Genk        | 0                 | 0                 | 1                 | |    |    | |

### Klasyfikacja według miast
Siedziby klubów: Stan po sezonie 2024/25.
| Miasto    | Liczba tytułów | Kluby                                                                                      |
| --------- | -------------- | ------------------------------------------------------------------------------------------ |
| Bruksela  | 58             | R.S.C. Anderlecht (34), Royale Union Saint-Gilloise (12), Racing (6), Daring (5), RWDM (1) |
| Brugia    | 22             | Club Brugge (19), Cercle Brugge (3)                                                        |
| Liège     | 15             | Standard Liège (10), RFC Liège (5)                                                         |
| Antwerpia | 12             | Beerschot (7), Royal Antwerp (5)                                                           |
| Lier      | 4              | Lierse SK (4)                                                                              |
| Mechelen  | 4              | KV Mechelen (4)                                                                            |
| Genk      | 4              | KRC Genk (4)                                                                               |
| Beveren   | 2              | KSK Beveren (2)                                                                            |
| Gandawa   | 1              | KAA Gent (1)                                                                               |

## Uczestnicy
Są 84 zespoły, które wzięły udział w 122 ligowych Mistrzostwach Belgii, które były prowadzone od 1895/96 do 2024/25 łącznie. Żaden z zespołów nie był zawsze obecny w każdej edycji.
Pogrubione zespoły biorące udział w sezonie 2024/25.
- 107 razy: Standard Liège
- 105 razy: Royal Antwerp FC
- 104 razy: Club Brugge
- 94 razy: RSC Anderlecht
- 87 razy: Cercle Brugge
- 86 razy: KAA Gent
- 81 razy: K. Beerschot VAV
- 75 razy: Lierse SK
- 74 razy: KV Mechelen
- 67 razy: Club Liège
- 62 razy: Union Saint-Gilloise
- 60 razy: Royal Charleroi SC
- 48 razy: Daring Club de Bruxelles, Sint-Truidense VV
- 43 razy: RWDM,
- 42 razy: KSC Lokeren OV
- 41 razy: Berchem Sport
- 40 razy: Racing Club de Bruxelles
- 38 razy: KSK Beveren
- 36 razy: KV Kortrijk
- 32 razy: KRC Genk, Racing Mechelen
- 28 razy: KSV Waregem
- 25 razy: Beringen FC
- 24 razy: K. Beerschot AC, Olympic Charleroi
- 21 razy: R. Tilleur FC, KVC Westerlo
- 20 razy: KRC Gent, RCS Verviétois
- 18 razy: Léopold Club de Bruxelles, SV Zulte Waregem
- 16 razy: KSC Eendracht Aalst
- 15 razy: K. Waterschei SV Thor, Excelsior Mouscron
- 14 razy: KV Oostende
- 12 razy: Koninklijke Lyra
- 10 razy: KFC Lommelse SK, RFC Seraing
- 9 razy: Athletic and Running Club de Bruxelles, Boom FC, KFC Diest, KAS Eupen, KFC Winterslag, RAA Louviéroise, RAEC Mons
- 8 razy: KVRS Waasland – SK Beveren,
- 7 razy: OH Leuven
- 6 razy: KRC Harelbeke, Royal Excel Mouscron
- 5 razy: Excelsior SC de Bruxelles, KSV Roeselare, RCS La Forestoise
- 4 razy: AS Oostende KM, FC Brussels, R. Crossing Club de Schaerbeek, Royal Uccle Sport
- 3 razy: K Beerschot VA, FCV Dender EH, K. Sint-Niklase SK, KFC Turnhout, Racing Jet de Bruxelles, Skill FC de Bruxelles
- 2 razy: Belgica FC Edegem, KSK Tongeren, Sporting Club de Bruxelles, Tubantia FAC
- 1 raz: AC Gantois, AFC Tubize, FC Courtraisien, K. Heusden-Zolder, KFC Verbroedering Geel, KSC Hasselt, Olympia Club de Bruxelles, Oostendensche FC, RWD Molenbeek (2015), Racing FC Montegnée, RC Tirlemont, RRC Tournaisien, RUS Tournaisienne, Sport Pédestre de Gand, Stade Leuven, Union FC d’Ixelles, VV Patro Eisden